# Посёлок горбольницы № 45
Горбольницы № 45 — посёлок сельского типа в составе сельского поселения Захаровское Одинцовского района Московской области. Население — 624 чел. (2010). До 2006 года посёлок входил в состав Введенского сельского округа.

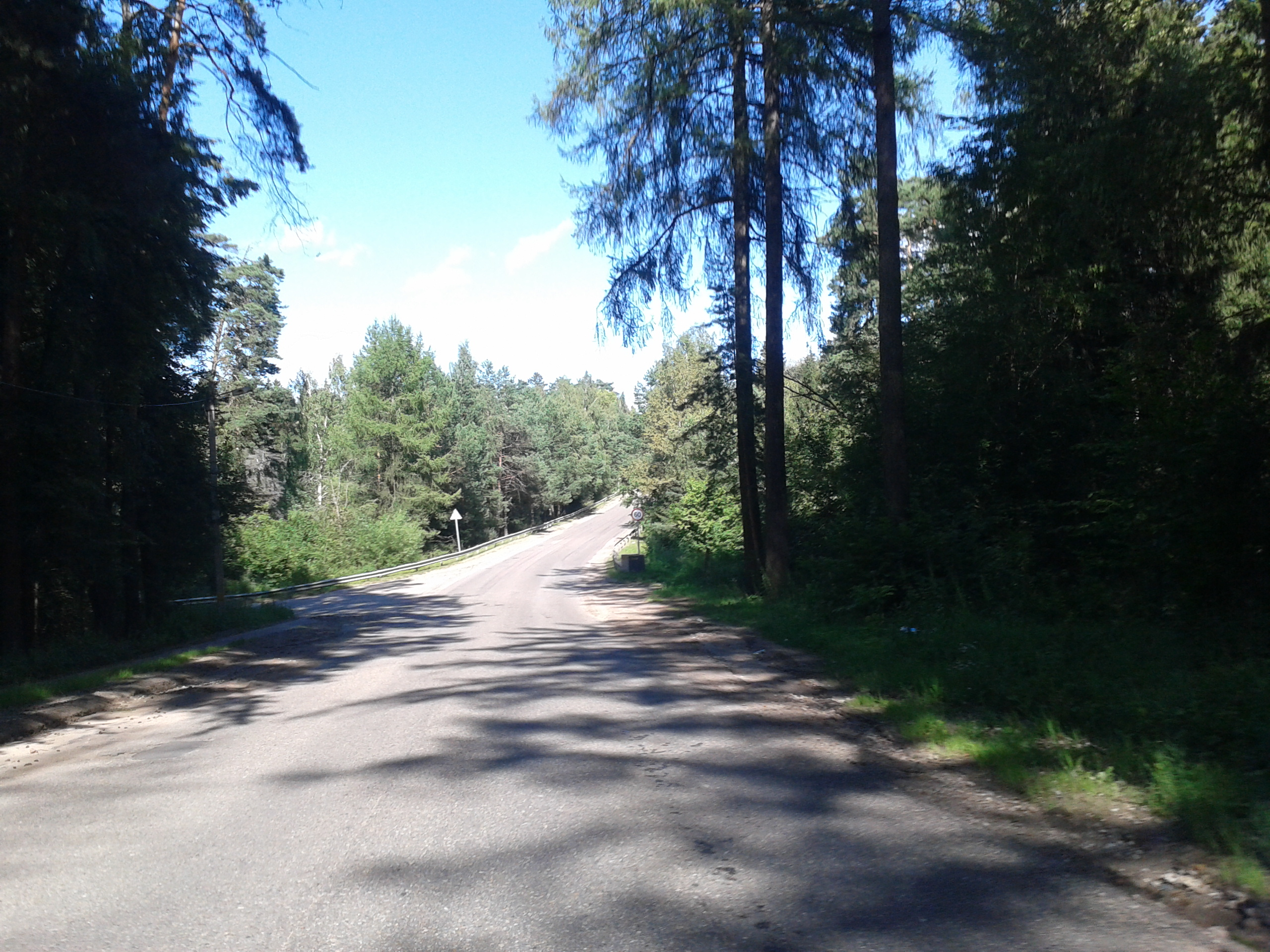
Шоссе 46K-1360 на подходе к посёлку (сам посёлок прямо по курсу, на левой стороне шоссе, за деревьями)

Расположен на западе района, на правом берегу Москвы-реки, у устья реки Халявы по правому берегу, в 2,5 км юго-восточнее Звенигорода, высота центра над уровнем моря 171 м. Время основания посёлка совпадает с временем строительства больницы, которое было закончено в 1932 году.

## Население
| 2002 | 2006 | 2010 |
| ---- | ---- | ---- |
| 683  | →683 | ↘624 |